# Julianus (Gattung)
Julianus ist eine Gattung aus der Unterfamilie der Laubfrösche i. e. S. (Hylinae) innerhalb der Familie der Laubfrösche i. w. S. (Hylidae). Zwei Arten der Gattung wurden im Jahr 2016 nach molekularbiologischen Untersuchungen von Duellman, Hedges und Marion aus der Gattung der Knickzehenlaubfrösche (Scinax) ausgegliedert und als eigene Gattung anerkannt. Zwischenzeitlich wurde sie im Jahr 2019 wieder mit Scinax vereint, aber 2023 neuerlich als eigene Gattung anerkannt.
Der Name Julianus bezieht sich auf den argentinischen Herpetologen Julián Faivovich, in Anerkennung seiner vielen Erstbeschreibungen und Arbeiten über südamerikanische Frösche.

## Merkmale
Es handelt sich um ziemlich kleine Frösche. Die Haftscheiben an Zehen und Fingern sind etwas abgeflacht. Zwischen den Fingern sind die Schwimmhäute reduziert und fehlen zwischen dem ersten und zweiten Finger völlig. Der Bauch ist einfärbig hell. Die Eier werden in kleinen Teichen abgelegt.

## Verbreitung
Das Verbreitungsgebiet der bisher beschriebenen vier Arten der Gattung Julianus umfasst die Bundesstaaten Bahia, Minas Gerais, Rio Grande do Sul und Santa Catarina in Brasilien, die Provinzen Corrientes und Misiones in Argentinien sowie die Departamentos Cerro Largo, Tacuarembó und Treinta y Tres in Uruguay und wahrscheinlich auch Teile Paraguays.

## Arten
- Julianus camposseabrai (Bokermann, 1968), wurde 2023 nach der Wiedererrichtung der Gattung zu Julianus gestellt.[2] Synonyme: Hyla camposseabrai, Scinax camposseabrai.
- Julianus fontanarrosai (Baldo, Araujo-Vieira, Cardozo, Borteiro, Leal, Pereyra, Kolenc, Lyra, Garcia, Haddad & Faivovich, 2019), wurde 2019 neu beschrieben und in die Scinax-uruguayus-Gruppe gestellt.[4] Synonym: Scinax fontanarosai.
- Julianus pinimus (Bokermann & Sazima, 1973), ist nur von der Serra do Cipó, Minas Gerais, Brasilien, bekannt. Synonyme: Hyla pinima, Scinax pimimus.
- Julianus uruguayus (Schmidt, 1944), kommt in den Departamentos Cerro Largo, Tacuarembó und Treinta y Tres in Uruguay vor, außerdem im Bundesstaat Santa Catarina, Brasilien, sowie in der Provinz Corrientes in Argentinien. Julianus uruguayus ist die Typusart der Gattung Julianus. Synonyme: Hyla uruguaya, Scinax uruguayus.